# Ministerio de Comercio Exterior (Colombia)
El Ministerio de Comercio Exterior (Mincomex) fue un antiguo ministerio ejecutivo nacional del Gobierno de Colombia, encargado de manejar los temas relativos al Comercio Internacional para mejorar la economía de Colombia. 
Creado en 1991, se disolvió en 2002 al fusionarse con el Ministerio de Desarrollo Económico para conformar el Ministerio de Comercio, Industria y Turismo. 

## Historia
Fue creado en enero de 1991, escindiéndose del Ministerio de Desarrollo Económico y adquiriendo las funciones que hasta el momento le correspondían al Ministerio de Desarrollo Económico en cuanto a Comercio Internacional. Durante su existencia tuvo que hacer frente a la difícil situación derivada del conflicto armado interno, la cual impedía constantemente el intercambio comercial con otros países.
El Ministerio fue disuelto en diciembre de 2002, cuando se le fusionó con el Ministerio de Desarrollo Económico, para conformar el Ministerio de Comercio, Industria y Turismo. 

## Ministros
| N.° | Ministros                   | Inicio                | Final                   | Presidente             | Ref.  |
| --- | --------------------------- | --------------------- | ----------------------- | ---------------------- | ----- |
| 1°  | Juan Manuel Santos Calderón | 16 de enero de 1991   | 7 de agosto de 1994     | César Gaviria Trujillo | [ 6 ] |
| 2°  | Daniel Mazuera Gómez        | 7 de agosto de 1994   | 26 de febrero de 1995   | Ernesto Samper Pizano  | [ 6 ] |
| -   | Ricardo Reina Echeverri     | 1995                  | 1955                    | Ernesto Samper Pizano  | [ 6 ] |
| 3°  | Luis Alfredo Ramos Botero   | 26 de febrero de 1995 | 6 de febrero de 1996    | Ernesto Samper Pizano  | [ 6 ] |
| 4°  | Morris Harf Meyer           | 6 de febrero de 1996  | 12 de marzo de 1997     | Ernesto Samper Pizano  | [ 6 ] |
| 5°  | Carlos Ronderos Torres      | 12 de marzo de 1997   | 7 de agosto de 1998     | Ernesto Samper Pizano  | [ 6 ] |
| 6°  | Marta Lucía Ramírez         | 7 de agosto de 1998   | 7 de agosto de 2002     | Andrés Pastrana Arango | [ 6 ] |
| 7°  | Ángela María Orozco Gómez   | 7 de agosto de 2002   | 27 de diciembre de 2002 | Álvaro Uribe Vélez     | [ 6 ] |